# Kelerka
Kelerka je zaniklá usedlost v Praze 9-Proseku, na rohu ulic Prosecká a Nad Kelerkou.

## Historie
Vinice Kelerka se nacházela v severovýchodní části Libně na hranici s Prosekem, nad Jetelkou a Pečovou. Existovala zde již v 15. století a pramenil na ní stejnojmenný pramen. Vlastní usedlost tvořila pouze jedna budova na půdorysu písmene L.
V Tereziánském katastru je zapsána Alžběta z Ramhofenu jako majitelka polí a vinic. V první polovině 19. století držel pozemky Tomáš Štětka, na konci 19. století Anna a Josef Vlasákovi.
Kelerka zanikla někdy v 1. polovině 20. století, na jejím místě se nachází novostavba.